# Dáto
Dáto (Dato) är en ort i Grekland.   Den ligger i prefekturen Nomós Kaválas och regionen Östra Makedonien och Thrakien, i den nordöstra delen av landet, 300 km norr om huvudstaden Aten. Dáto ligger 53 meter över havet och antalet invånare är 310.
Terrängen runt Dáto är kuperad åt sydost, men åt nordväst är den platt. Runt Dáto är det ganska tätbefolkat, med 199 invånare per kvadratkilometer. Närmaste större samhälle är Kavála, 7,9 km öster om Dáto. Trakten runt Dáto består till största delen av jordbruksmark.